# Виды рода Наголоватка
- Список составлен на основе данных сайта The Plant List.
- Синонимика видов в данном списке не приводится.

| # A B C D E F G H I J K L M N O P Q R S T U V W X Y Z |

## A
- Jurinea abolinii Iljin — Наголоватка Аболина
- Jurinea abramowii Regel & Herder — Наголоватка Абрамова
- Jurinea adenocarpa Schrenk — Наголоватка желёзистоплодная
- Jurinea akinfievii Nemirova
- Jurinea alata (Desf.) Cass. — Наголоватка крылатая
- Jurinea albicaulis Bunge — Наголоватка белостебельная
- Jurinea albovii Galushko & Nemirova
- Jurinea algida Iljin — Наголоватка холодная
- Jurinea almaatensis Iljin — Наголоватка алма-атинская
- Jurinea altaica Iljin — Наголоватка алтайская
- Jurinea ancyrensis Bornm.
- Jurinea androssovii Iljin — Наголоватка Андросова
- Jurinea annae Sosn. — Наголоватка Анны
- Jurinea antoninae Iljin — Наголоватка Антонины
- Jurinea antonowii C.Winkl. — Наголоватка Антонова
- Jurinea arachnoidea Bunge — Наголоватка паутинистая
- Jurinea asperifolia Iljin — Наголоватка шершаволистная
- Jurinea atropurpurea C.Winkl. ex Iljin — Наголоватка тёмнопурпуровая
- Jurinea aucheriana DC. — Наголоватка Оше

## B
- Jurinea baissunensis Iljin — Наголоватка байсунская
- Jurinea baldschuanica C.Winkl. — Наголоватка бальджуанская
- Jurinea bellidioides Boiss. — Наголоватка маргаритковидная
- Jurinea berardioides (Boiss.) O.Hoffm.
- Jurinea bipinnatifida C.Winkl. — Наголоватка дважды-перистая
- Jurinea blanda (M.Bieb.) C.A.Mey. — Наголоватка привлекательная
- Jurinea bobrovii Iljin — Наголоватка Боброва
- Jurinea bocconei (Guss.) Guss.
- Jurinea botschantzevii Iljin — Наголоватка Бочанцева
- Jurinea brachypappa Nemirova
- Jurinea bracteata Regel & Schmalh. — Наголоватка прицветничковая
- Jurinea bucharica C.Winkl. — Наголоватка бухарская
- Jurinea bulgarica Velen.
- Jurinea bungei Boiss.

## C
- Jurinea cadmea Boiss.
- Jurinea caespitans Iljin — Наголоватка дернинообразная
- Jurinea caespitosa C.Winkl.
- Jurinea calcarea Klokov — Наголоватка известняковая
- Jurinea capusii Franch. — Наголоватка Капю
- Jurinea carduiformis (Jaub. & Spach) Boiss.
- Jurinea cartaliniana Boiss. — Наголоватка карталинская
- Jurinea catharinae Iljin
- Jurinea cephalopoda Iljin — Наголоватка головоногая
- Jurinea ceratocarpa (Dcne.) Benth. & Hook.f.
- Jurinea chaetocarpa (Ledeb.) Ledeb. — Наголоватка щетинкоплодная
- Jurinea ciscaucasica (Sosn.) Iljin — Наголоватка предкавказская
- Jurinea consanguinea DC.
- Jurinea cooperi J.Anthony
- Jurinea cordata Boiss. & Hausskn. ex Boiss.
- Jurinea coronopifolia Sommier & Levier — Наголоватка вороньелапая
- Jurinea cretacea Bunge — Наголоватка меловая
- Jurinea creticola Iljin — Наголоватка мелов
- Jurinea cyanoides (L.) Rchb. — Наголоватка васильковая
- Jurinea cynaroides (DC.) Mutel
- Jurinea czilikiniana Iljin — Наголоватка Чиликиной

## D
- Jurinea darvasica Iljin — Наголоватка дарвазская
- Jurinea densisquamea Iljin — Наголоватка густочешуйчатая
- Jurinea derderioides C.Winkl. — Наголоватка дердериевая
- Jurinea dobrogensis Nyár.
- Jurinea dolomiaea Boiss.
- Jurinea dolomitica Galushko
- Jurinea dshungarica (N.I.Rubtzov) Iljin — Наголоватка джунгарская
- Jurinea dumulosa Boiss.

## E
- Jurinea eduardi-regelii Iljin — Наголоватка Эдуарда Регеля
- Jurinea elegans (Steven) DC. — Наголоватка изящная
- Jurinea eriobasis DC.
- Jurinea ewersmannii Bunge — Наголоватка Эверсмана
- Jurinea eximia Tekutjev — Наголоватка превосходная
- Jurinea exuberans (Trautv.) Sosn. — Наголоватка изобильная

## F
- Jurinea fedtschenkoana Iljin — Наголоватка Федченко
- Jurinea ferganica (Iljin) Iljin — Наголоватка ферганская
- Jurinea filicifolia Boiss. — Наголоватка папоротниколистная
- Jurinea flaccida C.Shih

## G
- Jurinea gabrielae Bornm.
- Jurinea galushkoi Nemirova
- Jurinea gedrosiaca Bornm.
- Jurinea glycacantha (Sm.) DC.
- Jurinea gnaphalioides Klatt
- Jurinea gorodkovii Iljin — Наголоватка Городкова
- Jurinea gracilis Iljin — Наголоватка изящная
- Jurinea grossheimii Sosn. — Наголоватка Гроссгейма
- Jurinea grumosa Iljin — Наголоватка пучковатая

## H
- Jurinea hamulosa N.I.Rubtzov — Наголоватка мелкокрючковатая
- Jurinea helenae Sobko
- Jurinea helichrysifolia Popov ex Iljin — Наголоватка цминолистная
- Jurinea heterophylla (Jaub. & Spach) Boiss.
- Jurinea humilis (Desf.) DC.

## I
- Jurinea iljinii Grossh. — Наголоватка Ильина
- Jurinea impressinervis Iljin — Наголоватка погруженно-жилковая
- Jurinea inuloides Boiss. & Hausskn. ex Boiss.

## K
- Jurinea kamelinii Iljin — Наголоватка Камелина
- Jurinea kapelkinii O.Fedtsch. — Наголоватка Капелькина
- Jurinea karabugasica Iljin — Наголоватка карабугазская
- Jurinea karatavica Iljin — Наголоватка каратавская
- Jurinea kaschgarica Iljin
- Jurinea kazachstanica Iljin — Наголоватка казахстанская
- Jurinea kilaea Azn.
- Jurinea kirghisorum Janisch. — Наголоватка киргизская
- Jurinea knorringiana Iljin — Наголоватка Кнорринг
- Jurinea kokanica Iljin — Наголоватка кокандская
- Jurinea komarovii Iljin — Наголоватка Комарова
- Jurinea kopetensis Rech.f.
- Jurinea korotkovae I.Turakulov & F.O.Khass.
- Jurinea krascheninnikovii Iljin — Наголоватка Крашенинникова
- Jurinea kultiassovii Iljin — Наголоватка Культиасова
- Jurinea kuraminensis Iljin — Наголоватка кураминская

## L
- Jurinea lanipes Rupr. — Наголоватка шерстистоногая
- Jurinea lasiopoda Trautv. — Наголоватка шерстистоногая
- Jurinea ledebourii Bunge — Наголоватка Ледебура
- Jurinea leptoloba DC.
- Jurinea levieri Albov — Наголоватка Левье
- Jurinea lipskyi Iljin — Наголоватка Липского
- Jurinea lithophila N.I.Rubtzov — Наголоватка камнелюбивая
- Jurinea longifolia DC. — Наголоватка длиннолистная
- Jurinea ludmilae Iljin — Наголоватка Людмилы
- Jurinea lydiae Iljin — Наголоватка Лидии

## M
- Jurinea macranthodia Iljin — Наголоватка крупнокорзиночная
- Jurinea macrocephala DC.
- Jurinea mallophora Rech.f. & Köie
- Jurinea margalensis Iljin — Наголоватка маргалыкская
- Jurinea mariae Pavlov — Наголоватка Марии
- Jurinea maxima C.Winkl. — Наголоватка крупная
- Jurinea meda Bornm.
- Jurinea merxmuelleri Podlech
- Jurinea michelsonii Iljin — Наголоватка Михельсона
- Jurinea modesti Czerep.
- Jurinea mollis (L.) Rchb.
- Jurinea mollissima Klokov — Наголоватка мягчайшая
- Jurinea mongolica Maxim.
- Jurinea monocephala Aitch. & Hemsl.
- Jurinea monticola Iljin — Наголоватка горная
- Jurinea moschus Bobrov — Наголоватка мускусная
- Jurinea mugodsharica Iljin — Наголоватка мугоджарская
- Jurinea multicaulis DC.
- Jurinea multiceps Iljin — Наголоватка многоглавая
- Jurinea multiflora (L.) B.Fedtsch. — Наголоватка многоцветковая
- Jurinea multiloba Iljin — Наголоватка многолопастная

## N
- Jurinea neicevii (Kožuharov) Greuter
- Jurinea nivea C.Winkl. — Наголоватка снежная

## O
- Jurinea olgae Regel & Schmalh. — Наголоватка Ольги
- Jurinea orientalis (Iljin) Iljin — Наголоватка восточная

## P
- Jurinea pamirica C.Shih
- Jurinea persimilis Iljin — Наголоватка похожая
- Jurinea perula-orientis C.Jeffrey ex Grey-Wilson
- Jurinea pilostemonoides Iljin
- Jurinea pineticola Iljin — Наголоватка сосняковая
- Jurinea pinnata (Pers.) DC.
- Jurinea poacea Iljin — Наголоватка мятликовидная
- Jurinea pollichii Nyman
- Jurinea polycephala Formánek
- Jurinea polyclonos (L.) DC. — Наголоватка ветвистая
- Jurinea popovii Iljin — Наголоватка Попова
- Jurinea praetermissa Galushko & Nemirova
- Jurinea prasinophylla Rech.f.
- Jurinea prokhanovii Nemirova
- Jurinea propinqua Iljin — Наголоватка родственная
- Jurinea proteoides Boiss. & Hausskn. ex Boiss.
- Jurinea psammophila Iljin — Наголоватка песколюбивая
- Jurinea pseudoiljinii Galushko & Nemirova
- Jurinea pteroclada Iljin — Наголоватка крылостебельная
- Jurinea pulchella (Fisch. ex Hornem.) DC. — Наголоватка хорошенькая
- Jurinea pumila Albov — Наголоватка низкая
- Jurinea pungens Boiss.

## R
- Jurinea ramosissima DC.
- Jurinea rhizomatoidea Iljin — Наголоватка корневищевидная
- Jurinea robusta Schrenk — Наголоватка мощная
- Jurinea roegneri K.Koch
- Jurinea rosulata Klatt
- Jurinea ruprechtii Boiss. — Наголоватка Рупрехта

## S
- Jurinea salicifolia Grüning — Наголоватка иволистная
- Jurinea sangardensis Iljin — Наголоватка сангардакская
- Jurinea scapiformis C.Shih
- Jurinea schachimardanica Iljin — Наголоватка шахимарданская
- Jurinea schischkiniana Iljin — Наголоватка Шишкина
- Jurinea semenowii C.Winkl. — Наголоватка Семенова
- Jurinea serratuloides Iljin — Наголоватка серпуховидная
- Jurinea sharestanica Rech.f.
- Jurinea sharifiana Rech.f. & Esfand.
- Jurinea sintenisii Bornm. — Наголоватка Шинтениша
- Jurinea sordida Steven — Наголоватка грязная
- Jurinea sosnowskyi Grossh. — Наголоватка Сосновского
- Jurinea spectabilis Fisch. & C.A.Mey. — Наголоватка примечательная
- Jurinea spiridonovii Iljin — Наголоватка Спиридонова
- Jurinea spissa Iljin — Наголоватка густая
- Jurinea squarrosa Fisch. & C.A.Mey. — Наголоватка оттопыренная
- Jurinea staehelinae (DC.) Boiss.
- Jurinea stenocalathia Rech.f.
- Jurinea stenophylla Iljin — Наголоватка узколистная
- Jurinea stoechadifolia (M.Bieb.) DC. — Наголоватка лавандолистная
- Jurinea subhastata Panc.
- Jurinea suffruticosa Regel — Наголоватка полукустарниковая
- Jurinea suidunensis Korsh. — Наголоватка суйдунская

## T
- Jurinea tadshikistanica Iljin — Наголоватка таджикистанская
- Jurinea tanaitica Klokov — Наголоватка донская
- Jurinea tapetodes Iljin — Наголоватка ковровая
- Jurinea tenuiloba Bunge — Наголоватка тонколопастная
- Jurinea thianschanica Regel & Schmalh. — Наголоватка тяньшанская
- Jurinea tortisquamea Iljin — Наголоватка извилисто-чешуйчатая
- Jurinea transhyrcanica Iljin — Наголоватка загирканская
- Jurinea transsilvanica (Spreng.) Simonk.
- Jurinea trautvetteriana Regel & Schmalh. — Наголоватка Траутфеттера
- Jurinea trifurcata Iljin — Наголоватка трёхвильчатая

## V
- Jurinea venusta Iljin — Наголоватка красивая
- Jurinea viciosoi Pau

## W
- Jurinea winkleri Iljin — Наголоватка Винклера
- Jurinea woronowii Iljin — Наголоватка Воронова

## X
- Jurinea xeranthemoides Iljin — Наголоватка бессмертниковая
- Jurinea xerophytica Iljin — Наголоватка ксерофитная

## Z
- Jurinea zakirovii Iljin — Наголоватка Закирова